# Frank Schaffer
Frank Schaffer (ur. 23 października 1958 w Stalinstadzie) – były reprezentant NRD, srebrny medalista w sztafecie 4 × 400 m i brązowy medalista w biegu na 400 m  letnich igrzysk olimpijskich w Moskwie. W 1984 roku zakończył sportową karierę.